# 環航飛行中心
环航飞行中心（英語：TWA Flight Center）是纽约約翰·甘迺迪國際機場的航站楼和酒店综合体。首期在1962年至2001年间作为航站楼运营，2017年进行适应性调整，并改建为TWA飯店。主楼部分被2008年完工的新航站楼以及酒店建筑包围。主楼和新建建筑目前为捷藍航空在肯尼迪机场的营运基地，通称五号航站楼。
环航飞行中心由埃罗·萨里宁合伙公司为環球航空设计，1959年开建，1962年竣工。其特色为由四个“Y”形橋墩支撑的一顶翼形薄壳屋顶。内部是一个开放的三层空间，带有高大的窗户，旅客可以看到进出港的喷气机。两条铺有红地毯的管状走廊从航站楼向外延伸，与登机口相连。后洛奇-丁克卢于1970年为该航站楼规划了扩建方案。环航飞行中心在此次改建后继续作为航站楼运营至2001年止。它的设计广受好评；1994年，主楼的内部和外部被评为纽约市地标，并于2005年入选國家史蹟名錄。
环绕既有建筑物的5号航站楼扩建部分由金斯勒設計公司设计，于2005年开工，2008年建成。其中包括26个登机口和众多餐厅和商店。虽然既有建筑的一部分已被拆除，但主楼仍存续至今。经营肯尼迪机场的紐約與新澤西港務局（以下简称港务局）曾打算将既有建筑作为新建航站楼的入口。2016年，港务局开始将既有建筑改建为TWA饭店，该酒店于2019年开业，另外两栋建筑与T5新建部分相邻。

## 建筑概要
由埃罗·萨里宁领导的团队所设计的环航飞行中心主楼首度采用钢筋混凝土薄壳结构，屋面由角部支撑。该设计融合了未来主义、新未来主义、古奇和奇异建筑风格的元素。建筑主体位于肯尼迪机场部分辅路的弯道之中，地处甘迺迪國際機場捷運之前。萨里宁事务所的主要合作者包括凯文·罗奇、西萨·佩里、诺曼·佩图拉和爱德华·萨阿德。沃伦·普拉特纳主要负责内饰。萨里宁公司与阿曼—惠特尼公司的查尔斯·惠特尼和博伊德·安德森负责设计屋顶。总承包商是格罗夫·谢博德·威尔逊&克鲁格。
与环航飞行中心相连的五号航站楼增建部分由金斯勒設計公司设计，占地规模625,000平方英尺（58,100平方）。建筑设26个登机口，每天可接发250架次航班，设计年吞吐量2000万人次。

### 结构
- 1962年建成部分（由埃罗·萨里宁设计）
- 2008年新建部分

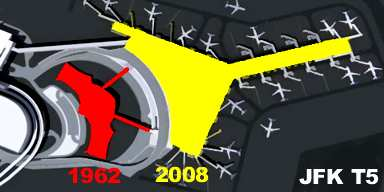
肯尼迪机场五号航站楼的组成：
- 1962年建成部分（由埃罗·萨里宁设计）
- 2008年新建部分

环航飞行中心主楼的外观设计与其使用的小型楔形场地相关，指廊和登机门以锐角形式排列。萨里宁的同事凯文·洛奇曾表示，他形容主楼形似“达芬奇飞行器”。从总屋向外辐射出两条向东南和东北方向延伸的旅客通道。环航飞行中心是最早使用封闭式廊桥的航站楼之一，廊桥环绕每条通道末端的候机室。在最初的设计方案中，飞机以“飞翼状”排列，航站楼为单层建筑，旅客必须步行到地面登机。廊桥使旅客无需在地面行走，并为他们遮风挡雨。
目前捷蓝航空使用的航站楼和TWA饭店建筑主体位于原航站楼以东区域。航站楼的入口由两臂组成，二者以月牙形环绕环航飞行中心主体结构。原建筑物的两条指廊得到留存，但原有的登机门被拆除。新建五号航站楼设有26个登机门。

### 外观

#### 屋顶

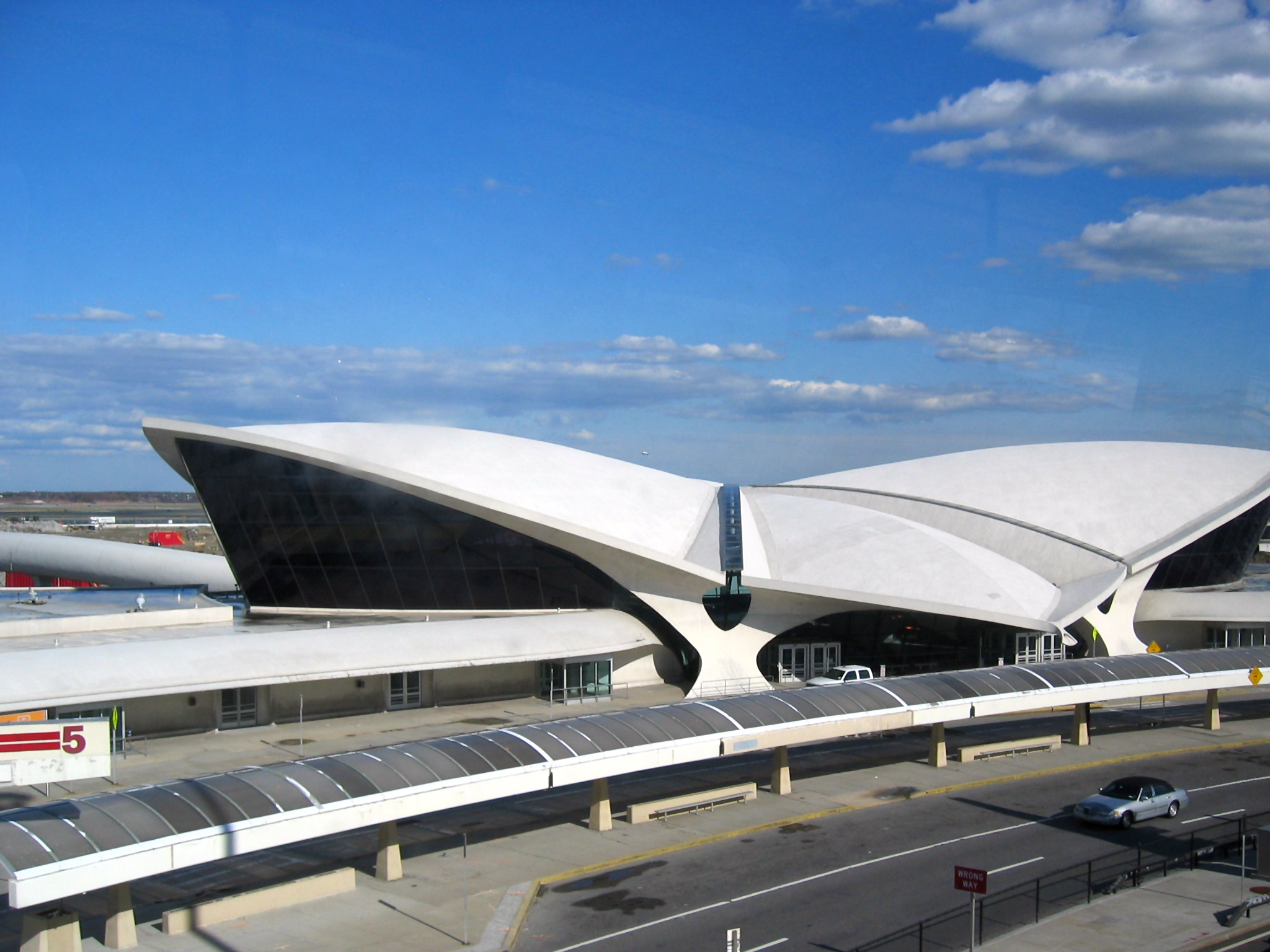
建筑外观，摄于2006年

环航飞行中心主体结构高两层。屋顶的薄混凝土外壳旨在以尽可能少的材料来创造广阔的空间。屋顶由四个混凝土外壳拼接而成：其中两个外壳形似机翼，边缘向上倾斜，另外两个较小的外壳向下倾斜，朝向结构的前后。向上倾斜的外壳离地75英尺（23）。四顶外壳汇于中心，相互支撑。四个长315英尺（96），高51英尺（16）的Y形墩支撑屋面，前后相对。天窗安置在每个外壳之间的间隙内。该建筑的主入口位于陆侧，屋顶在带有排水孔的行人车道（原为车道）上方突出。
屋顶混凝土的厚度从7英寸（180）处开始增厚，到交点时，屋顶的厚度达40英寸（1,000）。屋顶总重6,000短噸（5,400公噸）。屋顶外壳悬臂高达80英尺（24），内有钢筋支撑。 

#### 立面
主楼外立面的大部分由绿色玻璃墙覆盖。这些玻璃墙在2005年前贴有深紫色的聚酯薄膜。单翼楼从主航站楼南北两侧向外延伸，并在凹墙内安设多处门洞。建筑两翼之内为维修区。

### 内部

#### 既有主楼
虽然主楼有两层高，但它包含一个中间层，通过中央楼梯与下层相连，并通过四个外围楼梯与上层相连。瓷砖排列在墙壁和地板上。环航飞行中心在竣工时引入了大量新技术，包括閉路電視、中央公共广播系统、行李傳送帶、机械翻页显示时刻表和行李秤，以及距离主航站楼稍远的登机口。阁楼设有一个朝东的区域，旅客最初可以在此看到机坪。而在1990年代初，机场方面在低层和中层之间新建坡道以符合1990年《美国残疾人法》的规定。
值机柜台和行李提取区临近机场辅路一侧的雨棚，以最大限度为旅客提供便利。一块雕刻大理石咨询台安放在地板之上。在中间层下的部分地下室中还有机械、服务和办公区域，以及通往一号飞翼的隧道。
上层的混凝土天台横跨中央楼梯，连接下层到中间层。環球航空在上层的北区（左）经营其大使俱乐部休息室。上层南区（右）设有三间餐厅：星座俱乐部、里斯本酒廊和巴黎咖啡厅。公共区域的上层、北侧和南侧亦设有办公设施。

#### 五号航站楼和TWA饭店
新五号航站楼占地规模55,000平方英尺（5,100平方），商业区集中22家餐厅和35家商店、提供免费无线互联网接入、儿童游乐区和设有1500个车位的车库。作为肯尼迪国际机场在九一一事件后新建的第一个航站楼，新五号航站楼设置了二十条安检通道，为美国航站楼之最。
新建五号航站楼的南端和北端环绕着东侧的既有建筑。这些建筑是TWA飯店的一部分，该酒店设512间客房，40,000平方英尺（3,700平方）的会议室，和10,000平方英尺（930平方）的观景台。由于酒店不在五号航站楼禁区范围内，故游客只能在通过T5安检前或抵达T5后进入酒店。酒店的装饰是原始家具的复刻品，包括黄铜灯饰、胡桃木家具和转盘拨号电话。走廊铺有红地毯，让人联想到原环球航空休息室的家具颜色。客房还配有现代设施，如遮光窗帘和多层隔音窗。

#### 旅客通道

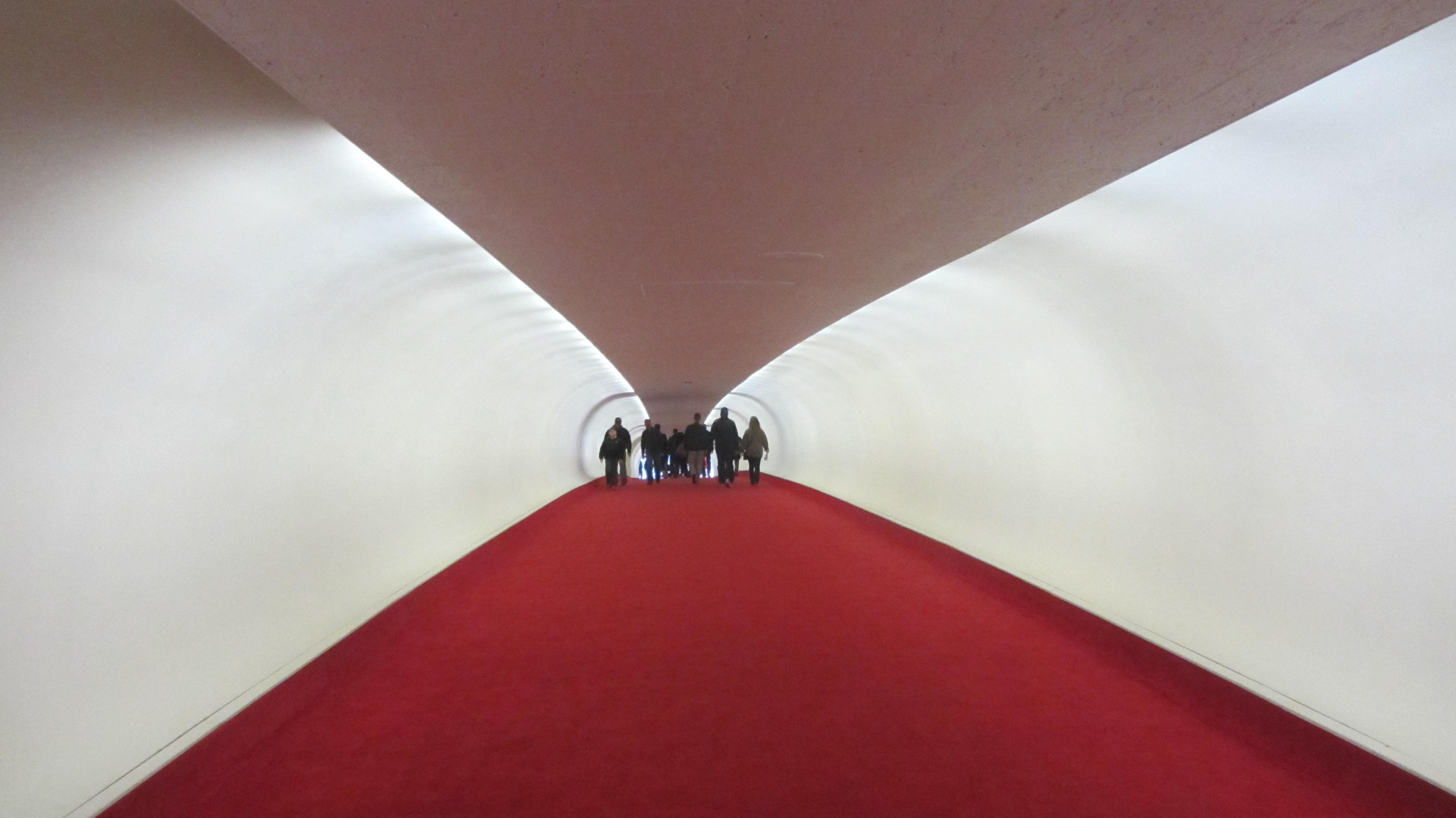
从主楼引出的通道

连接主楼的飞翼的两条通道采全封闭式，穿过一条连接T5和TWA饭店的辅路。西北—东南走向的通道被称为二号飞行通道，而东北—西南走向的则相应的称为一号飞行通道。这些通道外包混凝土，截面呈椭圆形，并以间接照明采光。原设计方案计划让通道附带玻璃顶棚；每个通道配置两条自动人行道，每个方向各设一个，中设行人走道。后续为节省成本，实际建设时未有安装自动人行道。
二者最初连接一、二号飞翼。通道较主楼高出6英尺（1.8）。一号通道长约232英尺（71）、二号通道长272英尺（83）。TWA饭店开业后，二者将主楼和酒店的其他房间以及T5连接起来。

#### 飞翼
萨里宁在1962年做出的设计二号飞行通道接入二号飞翼，而洛奇-丁克卢公司在1967年至1970年的扩建工程中将一号飞行通道接入一号飞翼。二者皆呈“小提琴”形，廊桥安排在每个飞翼的末端。飞翼以由混凝土和石膏制成的底座支撑，以及一个悬挑在底座上方的候机室。
二号飞翼的形状像一个多边形，为二者之较小者，设置七个登机口；它包含实用的装饰以及乘客区上方的小型飞行操作中心。两座廊桥连接候机室（分别为39号口和42号口），可同时容纳100名乘客；这些家具漆上红牡蛎色。一号飞翼较二号飞翼为大，最大可停靠波音747型客机，并设10个登机口。一号飞翼高四层，分别为乘客、海关和运营提供服务；一号飞翼的地下层也配置了行李传送带，而该设施通过旅客捷运系统连接主楼。2000年代，隨著五號航廈的建設，兩個飛翼都被拆除。

## 历史

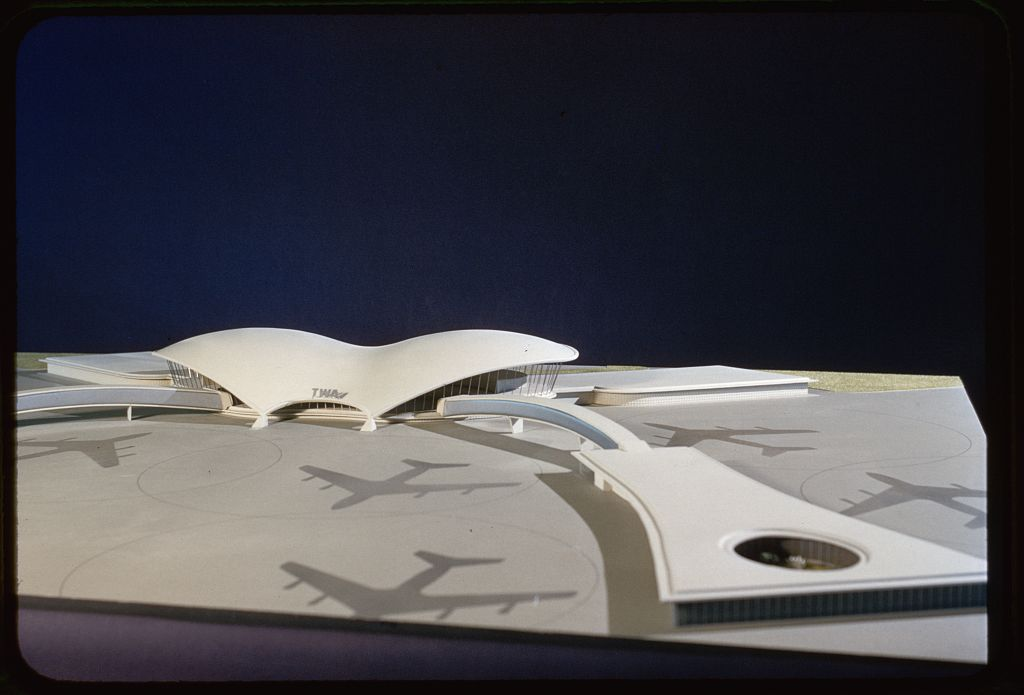
包含卫星客运楼的早期航站模型，摄于1957年

纽约国际机场（或作艾德怀尔德机场）于1943年在皇后區南部艾德怀尔德海滩高尔夫球场的原址上开工，1948年通航，彼时机场只有一座航站楼和一座塔台。次年，跨大陆及西部航空与纽约港务局（今纽约和新泽西港务局）签订租约，后者负责运营爱德怀尔德机场。跨大陆及西部航空于1946年开始以拉瓜迪亚机场为基地营运从纽约飞往巴黎、伦敦、罗马、雅典、开罗、里斯本和马德里的国际航线。1950年，随着该航司开始营运国际航线，原“跨大陆及西部航空”易名“环球航空”。到1954年，艾德怀尔德机场的空中交通量已到世界前列。

### 发展
1955年，当局为艾德怀尔德机场制定了“航站城”总体规划。包括环球航空在内的所有主要航空公司都将建造专用航站楼，而较小的航司将统一使用国际到达大楼。当公布每家航司航站楼的选址时，环球航空和泛美航空分别被分配到国际航站楼一侧的区域。环球航空的机库则位于其地皮的对面。在环球航空总裁拉尔夫·达蒙的领导下，环球航空聘请埃罗·萨里宁和他位于底特律的公司来设计环航飞行中心。儘管萨里宁的公司同時從事其他15個項目，他還是同意接受該委託。《室内设计》杂志的一位撰稿人认为环球航空对该项目具有“远见和信心”。

#### 规划设计

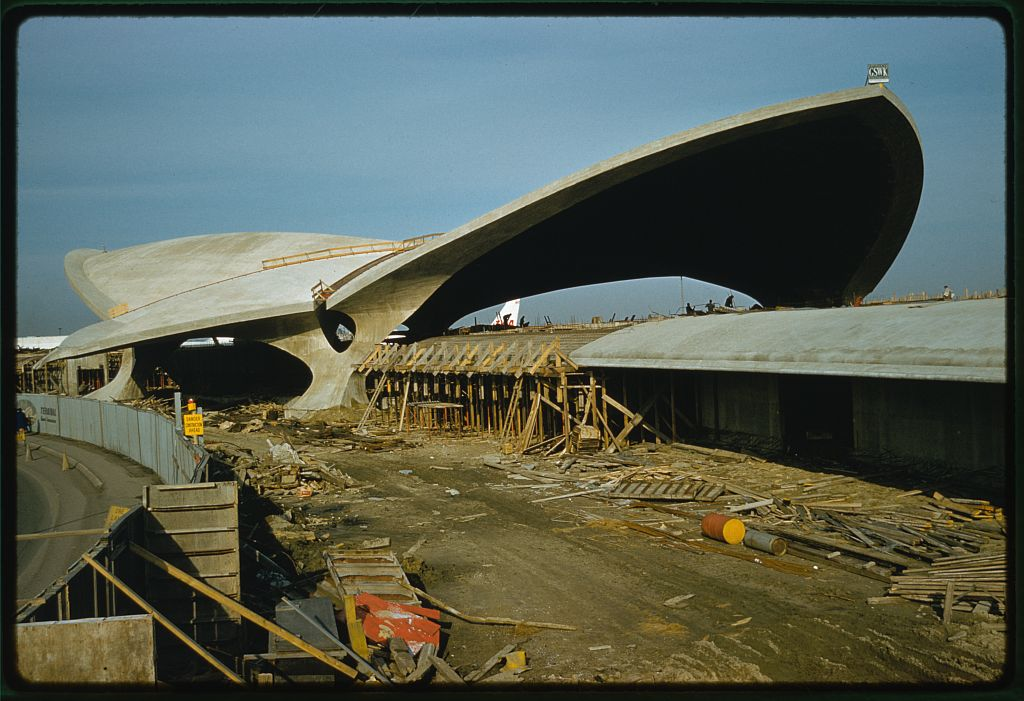
1962年自支撑薄壳结构施工照片

埃罗·萨里宁之妻艾琳回忆道，她的丈夫认为大多数航站楼的外观丑陋、质量低劣且不方便。萨里宁希望新航站楼具有实用性，这座建筑不仅能令旅客感受到“飞行的感觉”，还应“表达旅行的戏剧性、特殊性和刺激性”。达蒙由此寻求将“飞行精神”融入设计之中。萨里宁的公司开始研究其他机场以收集数据，他们还访问了美国最繁忙的火车站大中央總站，以观察旅客动线。研究小组发现，尽管车站本身为长方形的，但旅客多走曲线。环球航空预计新航站楼最高应可容纳1000名旅客，吞吐量也应达每小时2000人次。此外，环球航空还需要14个可停靠大型喷气机的机位。
萨里宁团队于1956年2月开始设计航站楼的外形。尽管指配到的地皮地皮不被环球航空所青睐，但设计团队仍物尽其用，设计了一座外观抢眼的航站楼。萨里宁在与艾琳和《时代》杂志杂志的副主编克兰斯顿·琼斯共进晚餐时，他把自己的一项原创设计草绘在餐厅菜单的背面。萨里宁对初稿不满意，遂向环球航空请求更多时间，并额外花了一年时间来改进设计方案。洛奇表示，原先的一项设计要求在四个支柱上打造一个椭圆形的屋面，但萨里宁认为这一方案过于尴尬而予以拒绝。此外，工程师阿巴·托尔曾警告说，单一的混凝土板存在开裂风险。
萨里宁团队首先为计划中的航站楼创建三维模型，然后绘制结构草图；这与传统建筑的设计过程恰恰相反。萨里宁的团队为航站楼的屋顶按不同比例制作了多件铁丝、纸板和粘土模型。航站楼的其中一项设计方案参照约恩·乌松设计的悉尼歌剧院的中标方案，萨里宁亦曾为悉尼歌剧院设计方案的评委。萨里宁最初意图采用单壳屋顶，但在最终设计出四壳方案之前，他两度改进设计方案。贝壳的最终模型可能受到萨里宁在早餐时将葡萄柚压在中间的习惯所启发。在另一次竞标中，洛奇用锯子将其中一个模型一分为二，为四壳方案提供了灵感。在构筑环航飞行中心的屋顶时，萨里宁可能还参照了山崎實设计的兰伯特-圣路易斯国际机场主航站楼，其父埃列爾·薩里寧设计的赫尔辛基中央车站及麦金米德&怀特为原纽约宾夕法尼亚车站设计的“麦金”。
接下来是内部建模；由于空间对称，萨里宁团队只为一半的内饰制作了图纸。洛奇说，中央楼梯周围的区域的设计方案至少修订了十次。除了萨里宁事务所为航站楼制定的大约130份可能的计划外，承包商还自行提供了数百份图纸。并设计了横截面和等高线图。这些图纸的制作消耗了5,500个工时，其精度达到约1⁄8英寸（3.2）。沙里宁团队设计了600张建筑草图，但最终方案只使用了其中的三分之一。由此确定的设计方案特点是提供“从地面交通到飞机的平稳且极致的转换”。

#### 最终计划和建设
到1957年11月，环球航空对外公布了预计成本为1200万美元（约合2020年的86,207,332美元）的设计方案。艾琳·萨里宁与环球航空合作协调以航站楼为中心的营销活动，并对外表示航站楼将在1962年投入运营。1958年，在确定萨里宁的原始设计过于昂贵后，该计划进行了修订。虽然双翼在设计方案中皆有提及，但为节省成本，最初仅建设了二号飞翼；而一号飞翼直到1970年才完工。在最初的设计方案中，通道应该附带一个玻璃屋顶和自动人行道，但上述计划未在实际施工中落实，目前二者皆已拆除。
工程于1959年6月开始，14名工程师和150名工人参与施工。施工现场的钢管脚手架采网格化布局，并使用了5500个支架。承包商还预制了27种款式，合计2500支的楔形柱。格罗夫·谢博德·威尔逊&克鲁格按照萨里宁提供等高线图中概述的规格浇筑了主楼的顶壳，其精度达1英尺（0.30）。尽管该项目雇用的木匠“缺乏特殊技能”，但程序高度精确，以至于他们能将误差控制在0.25英寸（6.4）内。从1960年8月31日开始，屋顶同时开始浇筑；此项工序耗时120小时。而Y形墩需要数百张额外的图纸方可制成。到当年中旬，承包商部分依靠计算机计算来完成项目。
至1960年底，屋顶完全由四个“Y”字形桥墩支撑，脚手架撤除。到1961年4月，当只有混凝土拱顶浇筑完毕时，萨里宁说：“如工程稍有差池，他们必须立即停工，维持现状，个人认为它会成为一个美丽的遗迹，就像卡拉卡拉浴场一样”。萨里宁当年晚些时候死在手术台上。他的同事、首席设计师凯文·洛奇和约翰·丁克卢成立了洛奇-丁克卢，继续建设该项目。

### 原始航站

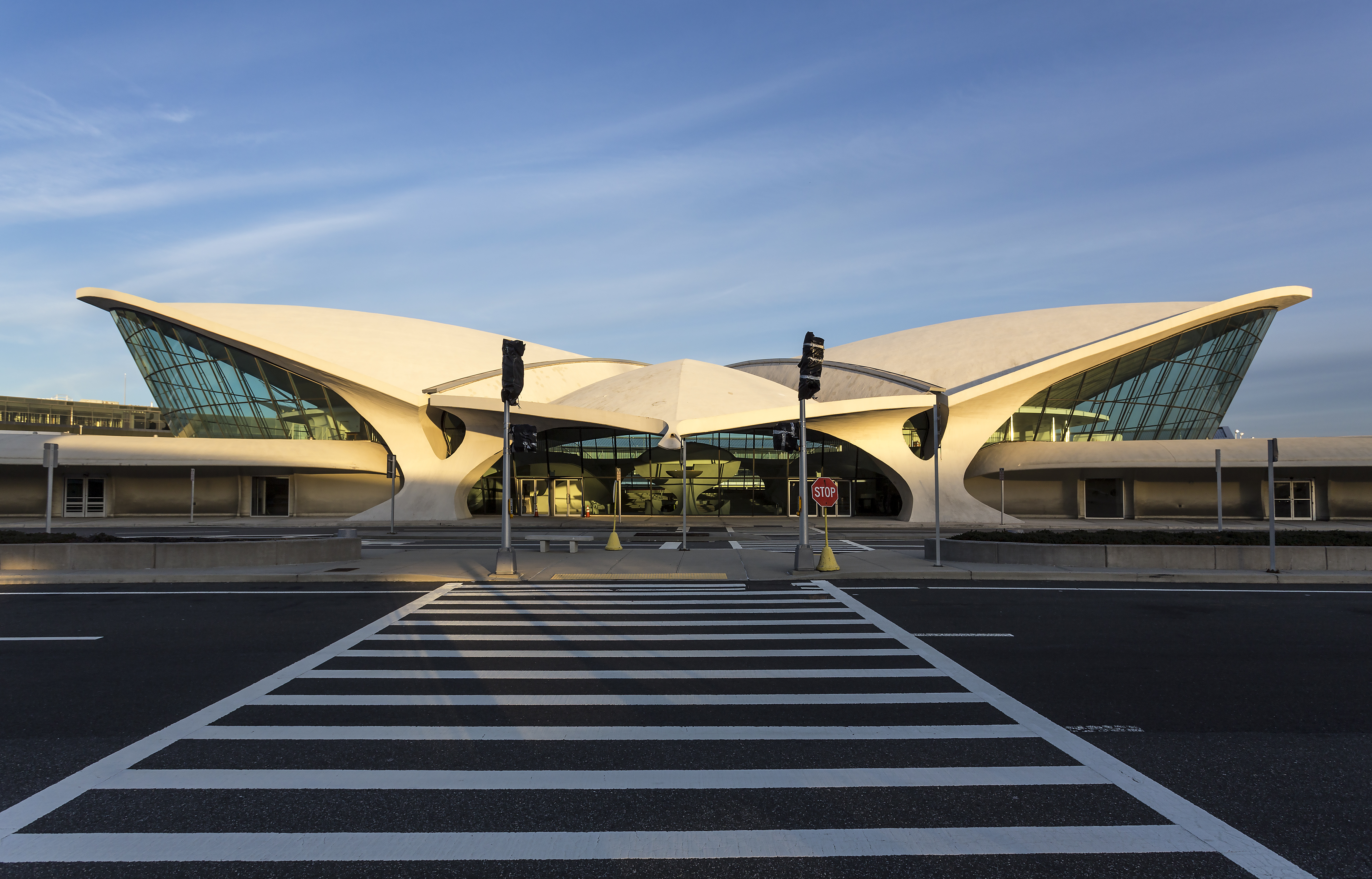
从陆侧眺望航站楼

到1962年3月，旅客已经开始利用尚未竣工的环航航站楼登机。到四月时，尚未正式投运的航站楼亦用于筹款。首期于1962年5月28日投运。而彼时，美国大部分的干线航司在艾德维尔德机场的航站楼业已竣工：在1957年国际到达大楼启用后，聯合航空和东方航空于1959年开始营运他们的专用航站楼；随后美國航空和泛美航空（世界港）于1960年开始营运他们的专用航站楼；翌年（1962年），西北航空和环球航空的航站楼也先后投运。而国家航空的“Sundrome”直至1969年才投运。1963年机场更名为约翰·F·肯尼迪国际机场。尽管与肯尼迪机场的其他航站楼相比，环航飞行中心完工时间相对较晚，但环航飞行中心的前卫设计却影响深远。
完工的航站楼设七个机坪，其中六个安放在二号飞翼；另一个机坪则需经一号飞行通道前往临时设施方可使用。与大型喷气式飞机诞生之前设计的许多航站楼一样，客运量和安全问题伴随着航空旅行的发展而增大，原有的设计被证明极难翻新；靠近车道的航站楼大门使得办票设施和安检设施难以集中。1960年代肯尼迪国际机场的国际航班使用国际到达大楼，而连接到一号飞行通道的临时结构功能不全。到1967年，环球航空宣布将在西北部新建一号飞翼以停泊宽体飞机，并聘请洛奇-丁克卢设计扩建计划，总投资为2000万美元。扩建工程于1968年开始，混凝土表面于当年12月浇筑完毕。一号飞翼于1970年2月25日开放，但直到3月20日才正式投运，届时国际旅客可直接通过航站楼办理出入境手续。随着一号飞翼的投运，主楼扩建了购票柜台及行李处理区，新建部分连接到一号飞翼的地下室。
到1979年，环球航空新建了一座带雨棚的交通岛，为候车的乘客遮风挡雨。该设施由阿尔伯特·S·巴德卓越建筑奖获得者维特霍夫特&鲁道夫公司建造。1980年代，环球航空因应持续增加的客流量新建了一条临时木制人行道，使之与Sundrome相连。到1992年，环航飞行中心“情况危急”，部分结构磨损严重。港务局考虑拆除该设施，但纽约市地标保护委员会于1993年主持公开听证会以决定是否保护环航飞行中心，委员会于次年将建筑物的内外皆列为纽约市地标。与预期相反的是，港务局已经开始考虑扩建T5。1999年，港务局在屋顶涂上弹性涂层以遏制渗漏现象。
环球航空在1990年代财务状况恶化，在1996年大量削减航线后，将其连接纽约的大部分航线集中至环航飞行中心。环航最终于2001年10月将其资产出售给美航。美航继续经营该航站楼直至2001年12月，租约也于2002年1月自然终止。此时，机场方面认为航站楼的功能已经过时。作为一个双边机构，港务局可无视紐約市地標保護委員會的指定并拆除部分航站楼。保护主义者对航站楼可能会大规模改建的这一事实表示担忧。

### 弃用与保存

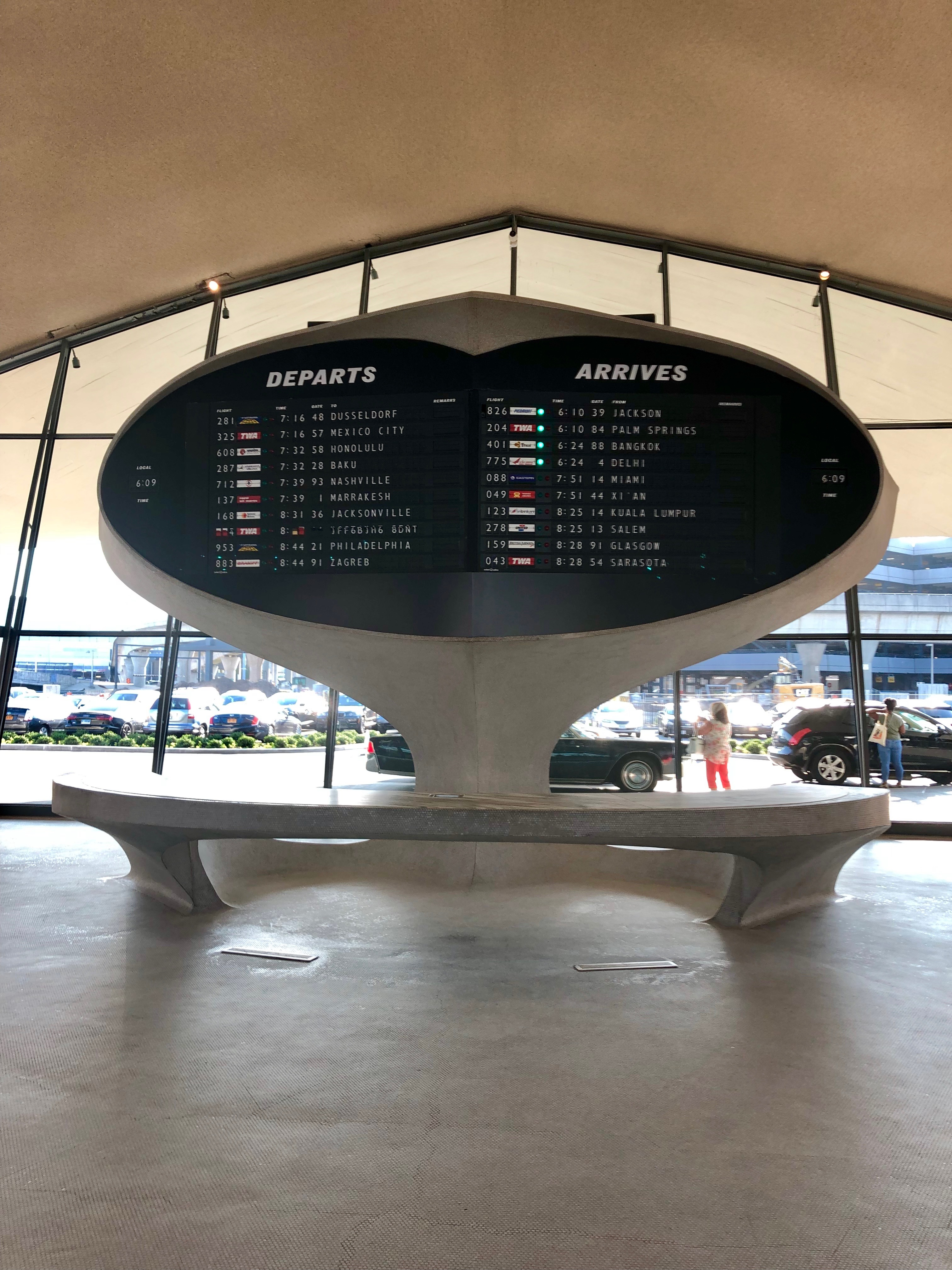
主楼内的航班信息顯示系統

在保护主义者提出担忧后，港务局提出了一项替代方案，即保留既有旅客通道并在现有建筑以东新建航站楼。港务局仍然希望拆除一个或两个飞翼。到2001年8月，港务局提出了它的第一个建议，计划将主楼改建为餐厅或会议中心，同时用一或两座新航站楼围绕既有建筑。这一概念遭到了市艺术协会以及建筑师菲力普·強生和羅伯特·斯坦恩的反对。反对派表示，这座让乘客可以直接看到天空和远处飞机的建筑，一旦被另一座航站楼包裹，将会被“扼杀”，而用另一个航站楼包裹萨里宁的建筑将泯灭这座建筑的精神，使之沦为如“琥珀中的苍蝇”般的木乃伊。菲利普·约翰逊在2001年的演讲中谈到该提案时表示：
这座建筑代表了20世纪建筑的新理念，但我们愿意通过将它囚禁在另一座建筑中来结束他的生命。想象一下，把一只鸟的翅膀绑起来，让它不再可见。与其让它窒息，不如把它拆除。
到2002年底，除保留主楼和通道外，环航飞行中心的去留问题仍未达成共识。次年，港务局和捷藍航空就一项计划达成一致，其中包括重新开放TWA飞行中心并在TWA飞行中心后面新建带26个登机门的航站楼。当时，捷蓝航空在另一侧的T6“Sundrome”运营，发展迅速。港务局和捷蓝航空于2004年8月就新航站楼的建设方案达成协议。
在环航飞行中心闲置期间，它被用于举办快闪活动。关闭后不久，主楼成为2002年电影《捉智雙雄》的取景地。2004年，停用的主楼短暂举办了“五号航站楼”艺术展览，展出了来自10个国家（地区）的19位艺术家的作品。展品包括从航站楼的建筑中汲取灵感的作品、讲座和临时设施；展期原定为2004年10月1日至2005年1月31日。但由于在开幕晚会期间建筑物受损，展览最终无预警取消。该建筑于2005年被列入國家史蹟名錄。

### 后续

#### 新建捷蓝航站
2005年12月，港务局开始在萨里宁的主楼后面新建五号航站楼，并部分包围该设施。主楼的外围部分被拆除，以容纳金斯勒設計公司设计的带26个登机门的大型设施。最初尚有意翻新其中一个候机室，谓之“小号”。在T5建造期间，机场方面投资89.5万美元，将“小号”抬起并移动1,500英尺（460米），不过由于预算问题，机场方面决定优先翻修主楼方拆除“小号”。同时机场方面翻新主楼，去除石棉并更换设施中损坏的部分。主楼计划用作通往新五号航站楼的通道，二者将共同作为五号航站楼的一部分。
五号航站楼于2008年10月22日恢复营运，捷蓝航空使用萨里宁鸥翼状航站楼的抽象变体作为活动的官方标志，并新航站楼平面图的抽象变体作为标牌，以及利用推特为T5的重开进行倒计时。在五号航站楼启用时，捷蓝航空和港务局尚未完成对既有萨里宁主楼的翻新，在他们决定其出路之时，无人使用该设施。早期的提议包括会议中心、航空博物馆和餐厅，或作为新T5的登機報到处。

#### 主楼改建为酒店

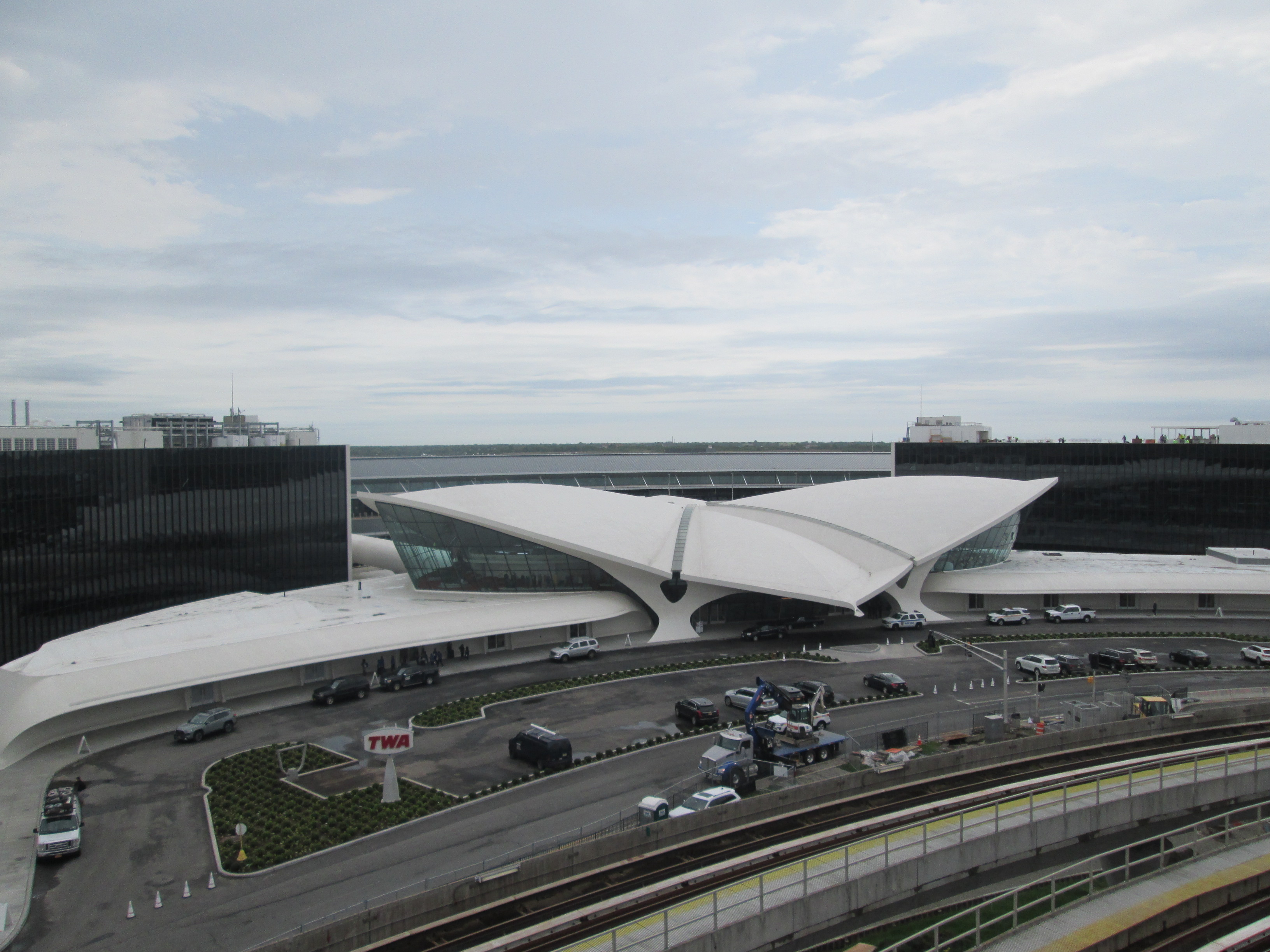
TWA饭店正面图

2015年4月，《华尔街日报》报道称，捷蓝航空与其合作伙伴酒店开发商正在就将主楼改造成酒店的计划进行谈判。三个月后，州长安德鲁·库默确认萨里宁航站将成为为机场旅客服务的TWA飯店的一部分。酒店于2016年12月开工建设。尽管主楼得到保留，但该设施两侧的结构都被拆除并另建其他设施。在主楼改建为酒店的过程中，许多原有的细节，例如定制的瓷砖和486块形状各异的窗板，也利用复刻品还原出来。原建筑的出港航班信息栏也已修复。酒店于2019年5月15日开业。

## 影响
在环球航空总裁达蒙的指导下，萨里宁将航站楼设计为“一座让旅客在第一眼看到它时即开始空中之旅，并在到达后增加旅客期待值的建筑”。因此，萨里宁在外观和内饰方面采用了相似的设计特征。这使得航司对一座“代表[者]对传统航站楼概念的彻底颠覆”的建筑的欲望倍增。
我们希望路过建筑的旅客能体验到一个设计优良的环境，其中每一部分都与另一部分不可分割，一切都属以同个形式展现。——埃罗·萨里宁

### 评价

#### 当代评价
在1957年环航飞行中心计划公布后不久，《纽约时报》指出该计划对初来者“具有惊人的影响”，但内部结构的“革命性一般”。另一家报纸称，环航航站楼“计划将喷气世代航站楼的现实功能与飞行美学结合起来”。许多当代媒体将航站楼比作“一只飞鸟”。《建筑论坛》（称赞方）和《建築評論》（批评方）都将该航站楼比作“混凝土鸟”。萨里宁表示这座建筑与鸟的相似之处纯属巧合（尽管他私下将这座建筑比作“莱昂纳多·达·芬奇飞行器”）。建筑师罗伯特·文丘里指出萨里宁的设计“生于词汇，而非功能”，当时萨里宁的许多同行仍信奉形式追随功能的哲学。
环航飞行中心建设期间，建筑媒体亦就该建筑物进行讨论。現代藝術博物館于1959年举办了一次关于该建筑的展览。航站楼的完工引来了大量建筑学方面的评论，其中正面评论占了大头。虽然环航航站楼的设计受到了一些批评和怀疑，但它仍然被认为切合喷气世代的背景。建筑师羅伯特·斯坦恩称赞主楼为具有象征意义的“喷气机世代的中央站”。《纽约时报》建筑评论家阿达·路易丝·赫克斯塔布尔将环航飞行中心视为“平庸”的肯尼迪机场中的一个亮点。内饰也广受好评。1962年，评论家小埃德加·考夫曼表示该航站楼为“近年来美国建筑中为数不多的以室内装饰而充分利用每一寸空间的主要作品之一”。《报道者》的肯·马克罗里将面向柏油碎石路的候车室与铁路枢纽的候车区进行了比较，并暗示该站与原纽约宾夕法尼亚车站有相似之处。
该设计的一位主要批评者是历史学家文森特·斯库利，他不喜欢萨里宁在环航飞行中心和杜勒斯机场使用“突兀的形状”。英国评论家雷纳·班纳姆质疑航站楼设计的实用性，该航站楼没有明确将“功能和符号”联系起来，不过他也表示该航站楼并不比任何其他机场航站楼差。意大利工程师兼建筑师皮埃尔·路易吉·内尔维亦对该设计持怀疑态度，称该结构“对于它要面对的问题而言过于沉重且复杂”。

#### 回顾性评价
对原始设计的奉承一直持续到1990年代，此时航站楼已经使用了一段时间。《渐进式架构》在1992年指出，该航站楼“不仅在机场航站楼的设计上，而且在企业责任的履行上都代表着一个高峰”。翌年（1994年），《纽约时报》评论家赫伯特·穆尚称环球航空飞行中心为“当时最具有活力的模型空间”。杰恩·默克尔在2005年一本关于萨里宁作品的书中表示：“这座建筑专为环球航空打造，就像聖路易斯拱門……最终将为圣路易斯打造一样”。据默克尔称，直到港务局提议拆除五号航站楼时，“该建筑的影响才得以公之于众”Merkel 2005，第213頁。
在2005年宣布新建五号航站楼时，负责肯尼迪机场再发展计划的副总裁表示计划中的结构将是“一座高度实用、非常高效的建筑”。五号航站楼相应地也被认为是“超高效的”暨“旅客吞吐量的纪念碑”，一位评论家说五号航站楼“可能是肯尼迪机场最好的航站楼”。

### 奖项和地标保护
该航站楼完工后荣获多项奖项，例如皇后区商业中心和纽约混凝土工业委员会颁发的奖项。《建筑论坛》在1962年举办的十大“世界上最重要的现代建筑”展览中即包括环航飞行中心和百事可乐大楼等建筑。美國建築師學會于1963年为该航站楼授予优异奖，并在其对外刊物上对该航站楼进行专题报道。而该协会在前一年（1962年）追授萨里宁美国建筑师学会金奖。
纽约市地标保护委员会于1993年就将环航飞行中心的外部和内部指定为城市地标的可能性举行公开听证会。次年7月19日，主楼的外部和内部被指定为地标（惟在一号飞行通道上新建的登机门不受保护）。2004年，在航站楼关闭后，市政艺术协会将该设施列入国家历史保护信托基金会之《美国十一大濒危地点名单》。2005年9月7日，国家公园管理局将环航飞行中心列入国家史迹名录。在美国建筑师学会2007年“美国最喜爱建筑”民调，环航飞行中心被列为150件受欢迎建筑之一。

### 引用
1. 1 2 3   (PDF). National Register of Historic Places, National Park Service: 242. 2005  [2020-07-02]. （原始内容存档 (PDF)于2020-09-01）.
2. 1 2 3  Whitehead, Rob. . Iowa State University Digital Repository. 2014: 84  [2018-11-04]. （原始内容存档于2018-01-06） （英语）.
3. 1 2 3  Makovsky, Paul. . Metropolis Magazine. 2005-09-19  [2020-07-01]. （原始内容存档于2020-07-01）.
4. 1 2 3 4 5 6 7 8  National Park Service 2005，第3頁.
5. ↑  Saarinen, Eero. . Yale University Press. 2006: 199  [2020-07-01]. ISBN 978-0-9724881-2-9. （原始内容存档于2020-07-14）.
6. 1 2 3  Landmarks Preservation Commission 1994，第5頁.
7. 1 2 3  Architectural Forum 1960，第119頁.
8. 1 2 3 4  Román 2003，第53頁.
9. 1 2 3 4 5  . Media-Newswire.com. 2008-09-23  [2020-07-01]. （原始内容存档于2020-07-03）.
10. ↑  . Architectural Record. 2004-08-10  [2020-07-01]. （原始内容存档于2009-02-14）.
11. 1 2 3 4 5 6 7  Landmarks Preservation Commission 1994，第6頁.
12. 1 2 3 4  Roche 1958，第79頁.
13. 1 2 3 4 5 6 7  Landmarks Preservation Commission 1994，第8頁.
14. 1 2 3 4  Landmarks Preservation Commission Interior 1994，第8頁.
15. 1 2 3  Stoff, Joshua. . Images of Aviation. Arcadia Publishing. 2009: 75  [2020-07-01]. ISBN 978-0-7385-6468-5. （原始内容存档于2022-08-04）.
16. 1 2 3 4  National Park Service 2005，第23頁.
17. 1 2  Blum, Andrew. . Business Week, Innovation. 2005-07-21  [2020-07-01]. （原始内容存档于2020-07-02）.
18. 1 2 3 4 5 6 7  Dunlap, David W. . City Room. The New York Times. 2008-02-21  [2020-07-01]. （原始内容存档于2020-07-04） （美国英语）.
19. 1 2 3 4 5 6 7 8 9 10 11 12  Merkel 2005，第209頁.
20. 1 2 3  Progressive Architecture 1992，第108頁.
21. 1 2 3 4 5 6  National Park Service 2005，第4頁.
22. ↑  Architectural Forum 1960.
23. 1 2 3 4 5 6 7  Merkel 2005，第210頁.
24. 1 2 3 4 5  National Park Service 2005，第4-5頁.
25. 1 2 3 4 5 6 7  Landmarks Preservation Commission Interior 1994，第7頁.
26. 1 2 3 4 5  Dunlap, David W. . The New York Times. 1994-07-20  [2010-05-26]. ISSN 0362-4331. （原始内容存档于2022-03-27） （美国英语）.
27. 1 2  National Park Service 2005，第8頁.
28. 1 2 3 4 5 6 7  National Park Service 2005，第5頁.
29. ↑  Progressive Architecture 1992，第92–93頁.
30. 1 2  Roche 1958，第81頁.
31. 1 2 3 4  . The Architects Newspaper. 2004-09-21  [2020-07-01]. （原始内容存档于2020-07-01）.
32. 1 2 3  Cheslaw, Louis. . Condé Nast Traveler. 2020-01-31  [2020-07-01]. （原始内容存档于2020-07-15）.
33. 1 2  Maynard, Micheline. . The Lede (The New York Times). 2008-10-22  [2010-05-26]. （原始内容存档于2009-05-25）.
34. 1 2  van Dyk, Deirdre. . Time Magazine. 2008-08-05  [2010-05-26]. （原始内容存档于2014-07-23）.
35. ↑  Hart, Sara. . Architects Online. 2008-12-01  [2020-07-01]. （原始内容存档于2020-07-02）.
36. ↑  Dunlap, David W. . The New York Times. 2008-03-11  [2020-07-01]. ISSN 0362-4331. （原始内容存档于2020-07-01） （美国英语）.
37. ↑  Gannon, Devin. . 6sqft. 2017-09-29  [2017-12-26]. （原始内容存档于2019-07-11）.
38. ↑  Plitt, Amy. . Curbed NY. 2017-09-29  [2017-12-26]. （原始内容存档于2017-12-26）.
39. ↑  Matthews, Karen. . USA Today. Associated Press. 2017-10-12  [2017-12-22]. （原始内容存档于2017-12-23）.
40. ↑  Brown, Genevieve Shaw. . ABC News. 2018-04-17  [2018-04-18]. （原始内容存档于2018-04-18）.
41. 1 2  Plitt, Amy. . Curbed NY. 2018-04-17  [2018-04-18]. （原始内容存档于2018-04-19）.
42. ↑  Jacobs, Karrie. . Architect Magazine. 2019-05-29  [2020-07-02]. （原始内容存档于2021-01-15）.
43. 1 2 3 4  Firshein, Sarah. . Curbed NY. 2019-07-23  [2020-07-02]. （原始内容存档于2020-10-06） （英语）.
44. 1 2 3  National Park Service 2005，第27頁.
45. 1 2  National Park Service 2005，第5-6頁.
46. 1 2  Landmarks Preservation Commission Interior 1994，第6頁.
47. ↑   (PDF). Airliners. January–February 2009: 25  [2020-08-28]. （原始内容 (PDF)存档于2021-11-27）.
48. ↑  Young, Marguerite. . The Miami News. NEA. 1943-11-07: 1C  [2015-08-30].[]
49. 1 2  . The New York Times. 1948-07-01  [2020-07-01]. ISSN 0362-4331. （原始内容存档于2019-01-03） （美国英语）.
50. 1 2 3  Landmarks Preservation Commission 1994，第3頁.
51. ↑  . The New York Times. 1949-09-07  [2020-07-01]. ISSN 0362-4331. （原始内容存档于2020-07-02） （美国英语）.
52. 1 2 3 4 5 6 7  Landmarks Preservation Commission 1994，第4頁.
53. 1 2  . TWA Museum.   [2018-11-01]. （原始内容存档于2020-12-15）.
54. ↑  . The New York Times. 1950-04-28  [2020-07-01]. ISSN 0362-4331. （原始内容存档于2020-07-02） （美国英语）.
55. ↑  Hudson, Edward. . The New York Times. 1955-12-06  [2020-07-01]. ISSN 0362-4331. （原始内容存档于2020-07-01） （美国英语）.
56. 1 2  National Park Service 2005，第16頁.
57. ↑  Gordon, Alastair. . University of Chicago Press. 2014. ISBN 978-1-4668-6911-0.
58. ↑  Pearman, Hugh. . Laurence King Publishing. 2004  [2015-08-30]. ISBN 978-1-85669-356-1.
59. 1 2 3 4  Merkel 2005，第205頁.
60. 1 2  Scullin, George. . Little, Brown. 1968: 154  [2020-07-01]. （原始内容存档于2020-08-01）.
61. 1 2 3  Román 2003，第43頁.
62. 1 2  Kaufmann, Edgar Jr. . Interiors. Vol. 121. July 1962: 87.
63. ↑  . Aviation News. Vol. 4. 1962-05-25: 2.
64. ↑   (PDF). Architectural Record. July 1962: 129  [2020-07-02]. （原始内容 (PDF)存档于2020-07-16）.
65. 1 2 3  Román 2003，第46頁.
66. 1 2 3 4  National Park Service 2005，第22頁.
67. 1 2  Merkel 2005，第206頁.
68. ↑  Román 2003，第43-46頁.
69. 1 2  Roche 1958，第80頁.
70. ↑  Dunlap, David W. . The New York Times. 2017-02-17  [2020-07-03]. ISSN 0362-4331. （原始内容存档于2020-07-03） （美国英语）.
71. 1 2  Román 2003，第50頁.
72. ↑  Román 2003，第50-52頁.
73. ↑  Hudson, Edward. . The New York Times. 1957-11-13  [2020-07-01]. ISSN 0362-4331. （原始内容存档于2020-07-02） （美国英语）.
74. ↑  Ringli, Kornel.  [Eero Saarinen's TWA Terminal in New York: Inspired Myth]. 2013-03-22  [2020-07-01]. （原始内容存档于2018-11-01） –NZZ （瑞士高地德语）.
75. ↑  . The New York Times. 1958-10-11  [2020-07-01]. ISSN 0362-4331. （原始内容存档于2020-07-02） （美国英语）.
76. 1 2 3 4 5  Román 2003，第60頁.
77. 1 2 3 4 5 6 7  Landmarks Preservation Commission 1994，第7頁.
78. 1 2 3  Architectural Forum 1960，第120頁.
79. 1 2  . The New York Times. 1960-12-08  [2020-07-01]. ISSN 0362-4331. （原始内容存档于2020-07-01） （美国英语）.
80. ↑  . The New York Times. 1960-08-30  [2020-07-01]. ISSN 0362-4331. （原始内容存档于2020-07-01） （美国英语）.
81. 1 2 3  Saarinen, Eero; Saarinen, Aline B. . Yale University Press. 1962: 60  [2022-02-03]. （原始内容存档于2022-02-03）.
82. ↑  . The New York Times. 1961-09-02  [2020-07-01]. ISSN 0362-4331. （原始内容存档于2021-07-12） （美国英语）.
83. ↑  Dameron, Amanda. . Dwell. 2017-11-17  [2018-11-01]. （原始内容存档于2018-11-01）.
84. ↑  Hudson, Edward. . The New York Times. 1962-04-22  [2020-07-01]. ISSN 0362-4331. （原始内容存档于2020-07-02） （美国英语）.
85. 1 2 3 4  National Park Service 2005，第24頁.
86. ↑  . The New York Times. 1962-05-23  [2020-07-01]. ISSN 0362-4331. （原始内容存档于2020-07-02） （美国英语）.
87. ↑  Klimek, Chris. . Washington Examiner. 2008-08-18  [2020-07-01]. （原始内容存档于2020-07-01）.
88. ↑  Risen, Clay. . The Boston Globe. 2004-11-07  [2020-07-01]. （原始内容存档于2020-07-01）.
89. ↑  . The New York Times. 1962-05-29  [2020-07-01]. ISSN 0362-4331. （原始内容存档于2020-07-01） （美国英语）.
90. 1 2  Dunlap, David W. . The New York Times. 1997-10-26  [2020-07-01]. ISSN 0362-4331. （原始内容存档于2013-06-18） （美国英语）.
91. ↑  . The New York Times. 1963-12-29  [2020-07-01]. ISSN 0362-4331. （原始内容存档于2018-11-01） （美国英语）.
92. 1 2 3  National Park Service 2005，第26頁.
93. ↑  . The New York Times. 1967-06-04  [2020-07-02]. ISSN 0362-4331. （原始内容存档于2020-07-03） （美国英语）.
94. ↑  . The New York Times. 1968-12-15  [2020-07-02]. ISSN 0362-4331. （原始内容存档于2020-07-03） （美国英语）.
95. ↑  Hudson, Edward. . The New York Times. 1970-02-26  [2020-07-02]. ISSN 0362-4331. （原始内容存档于2020-07-04） （美国英语）.
96. ↑  Hudson, Edward. . The New York Times. 1970-03-20  [2020-07-02]. ISSN 0362-4331. （原始内容存档于2020-07-04） （美国英语）.
97. ↑  Blumenthal, Ralph. . The New York Times. 1979-05-20  [2020-07-02]. ISSN 0362-4331. （原始内容存档于2020-07-03） （美国英语）.
98. ↑  Goldberger, Paul. . The New York Times. 1979-06-18  [2020-07-02]. ISSN 0362-4331. （原始内容存档于2020-07-03） （美国英语）.
99. 1 2  Progressive Architecture 1992，第96頁.
100. ↑  Dunlap, David W. . The New York Times. 1993-06-20  [2021-04-21]. ISSN 0362-4331. （原始内容存档于2021-04-21） （美国英语）.
101. ↑  Bryant, Adam. . The New York Times. 1996-12-24  [2020-07-02]. ISSN 0362-4331. （原始内容存档于2020-07-04） （美国英语）.
102. 1 2 3  Dunlap, David W. . The New York Times. 2002-11-28  [2020-07-02]. ISSN 0362-4331. （原始内容存档于2020-07-02） （美国英语）.
103. 1 2 3  . Journal-News. 2001-04-05: 3  [2020-07-03]. （原始内容存档于2022-08-04） –newspapers.com .
104. 1 2  Kennedy, Randy. . The New York Times. 2001-04-04  [2020-07-02]. ISSN 0362-4331. （原始内容存档于2020-07-03） （美国英语）.
105. 1 2  Román 2003，第67頁.
106. 1 2 3  Dunlap, David W. . The New York Times. 2001-08-14  [2020-07-01]. ISSN 0362-4331. （原始内容存档于2020-07-01） （美国英语）.
107. ↑  Kilgannon, Corey. . The New York Times. 2003-10-19  [2020-07-02]. ISSN 0362-4331. （原始内容存档于2020-07-02） （美国英语）.
108. ↑  Lueck, Thomas J. . The New York Times. 2004-08-05  [2020-07-02]. ISSN 0362-4331. （原始内容存档于2020-07-02） （美国英语）.
109. ↑  Kinetz, Erika. . The New York Times. 2003-01-19  [2020-07-02]. ISSN 0362-4331. （原始内容存档于2020-07-02） （美国英语）.
110. 1 2  . Municipal Art Society. 2004-02-09. （原始内容存档于2009-08-12）.
111. ↑  Vogel, Carol. . The New York Times. 2004-10-07  [2020-07-01]. ISSN 0362-4331. （原始内容存档于2020-07-28） （美国英语）.
112. ↑  Czarnecki, John E. . Architectural Record. 2004-10-11  [2020-07-01]. （原始内容存档于2005-08-27）.
113. 1 2 3  Foster, Margaret. . Preservationnation.org. 2008-03-27. （原始内容存档于2009-03-13）.
114. ↑  Walton, Krista. . National Trust for Historic Preservation. 2007-04-23  [2020-06-01]. （原始内容存档于2016-07-21）.
115. ↑  Dunlap, David W. . The New York Times. 2008-02-22  [2020-07-03]. ISSN 0362-4331. （原始内容存档于2020-07-03） （美国英语）.
116. ↑  Maynard, Micheline. . The Lede. The New York Times. 2008-10-22  [2020-07-01]. （原始内容存档于2022-08-04） （美国英语）.
117. 1 2  Russell, James S. . Bloomberg.com. 2008-10-22  [2020-07-01]. （原始内容存档于2017-08-18） –Wired.
118. ↑  Mann, Craig Karmin and Ted. . Wall Street Journal. 2015-04-14  [2020-07-01]. ISSN 0099-9660. （原始内容存档于2020-09-27） （美国英语）.
119. ↑  Governor's Press Office.  (新闻稿). State of New York. 2015-07-27  [2015-08-18]. （原始内容存档于2015-08-29）.
120. ↑  Plitt, Amy. . Curbed NY. 2016-12-15  [2017-12-26]. （原始内容存档于2017-12-26）.
121. ↑  Peterson, Barbara. . Conde Nast Traveler. 2016-08-03  [2016-11-17]. （原始内容存档于2016-11-18）.
122. ↑   (PDF). TWA Hotel.   [2017-11-07]. （原始内容 (PDF)存档于2017-11-07）.
123. ↑  Grabar, Henry. . The Atlantic. 2017-05-01  [2017-12-26]. （原始内容存档于2017-12-26）.
124. ↑  . CBS News. 2019-05-12  [2019-05-14]. （原始内容存档于2019-05-15）.
125. ↑  Gössel, Peter. . Taschen. 2001: 250  [2020-08-28]. ISBN 978-3-8228-1162-7. OCLC 48467235. （原始内容存档于2022-08-04）.
126. ↑  Hudson, Edward. . The New York Times. 1957-11-17  [2020-07-01]. ISSN 0362-4331. （原始内容存档于2020-07-01） （美国英语）.
127. ↑  . The Sun and the Erie County Independent. 1957-12-05: 8  [2020-07-01]. （原始内容存档于2022-08-04） –newspapers.com .
128. 1 2 3  Román 2003，第61頁.
129. 1 2  Merkel 2005，第213頁.
130. ↑  Muschamp, Herbert. . The New York Times. 1994-11-06  [2010-05-26]. ISSN 0362-4331. （原始内容存档于2013-06-03） （美国英语）.
131. ↑  Huxtable, Ada Louise. . The New York Times. 1962-11-25  [2020-07-01]. ISSN 0362-4331. （原始内容存档于2020-07-03） （美国英语）.
132. 1 2  National Park Service 2005，第25頁.
133. ↑  Macrorie, Ken. . The Reporter. Vol. 27. 1962-09-13: 52–55.
134. ↑  Merkel 2005，第120頁.
135. ↑  Banham, Reyner. . Icon editions. Harper & Row. 1975: 125  [2023-01-20]. ISBN 978-0-06-430369-9. OCLC 1831115. （原始内容存档于2022-10-22）.
136. ↑  Architectural Forum 1960，第122頁.
137. ↑  Muschamp, Herbert. . The New York Times. 1994-11-06  [2020-07-02]. ISSN 0362-4331. （原始内容存档于2019-12-14） （美国英语）.
138. ↑  . The New York Times. 1962-12-02  [2020-07-01]. ISSN 0362-4331. （原始内容存档于2020-07-01） （美国英语）.
139. ↑  . The New York Times. 1962-11-19  [2020-07-01]. ISSN 0362-4331. （原始内容存档于2020-07-04） （美国英语）.
140. ↑   (PDF). The New York Times. 1962-04-21: 42  [2021-04-21]. ISSN 0362-4331 （美国英语）.
141. ↑  Solomon, Nancy. . HarperCollins. 2008: 236  [2020-07-01]. ISBN 978-1-58471-162-9. （原始内容存档于2022-08-04）.
142. ↑  Landmarks Preservation Commission 1994，第2頁.
143. ↑  Landmarks Preservation Commission Interior 1994，第2頁.
144. ↑  . FavoriteArchitecture.org. AIA. 2007  [September 27, 2010]. （原始内容存档于May 10, 2011）.
145. ↑  Kugel, Seth. . The New York Times. May 27, 2007  [January 20, 2023]. ISSN 0362-4331. （原始内容存档于January 20, 2023） （美国英语）.